# Quintín Aráuz Uno
Quintín Aráuz Uno es un ejido del municipio de Paraíso ubicado en la subregión de la Chontalpa del estado mexicano de Tabasco.

## Geografía
La localidad se ubica a 2.2 kilómetros (en dirección noroeste) de la ciudad de Paraíso, la cabecera y lugar más poblado del municipio. Se sitúa en las coordenadas geográficas 18°22′43″N 93°13′20″O / 18.378611, -93.222222, a una elevación de 5 metros sobre el nivel del mar.

## Demografía
Según el Conteo de Población y Vivienda 2020, efectuado por el Instituto Nacional de Estadística y Geografía, la localidad de Quintín Aráuz Uno tiene 87 habitantes, de los cuales 41 son del sexo masculino y 46 del sexo femenino. Su tasa de fecundidad es de 1.68 hijos por mujer y tiene 27 viviendas particulares habitadas.
| Gráfica de evolución demográfica de Quintín Aráuz Uno entre 1995 y 2020 |
|                                                                         |
| INEGI.                                                                  |